# The Old Bank of England
The Old Bank of England est un pub situé au 194 Fleet Street, à l'endroit où la City de Londres rencontre la Cité de Westminster. 
Il est construit sur un site d'angle en 1886 par Sir Arthur Blomfield dans un style à l'italienne, l'intérieur ayant trois grands lustres avec un plafond en plâtre détaillé. C'est un bâtiment classé de Grade II . 

## Usages

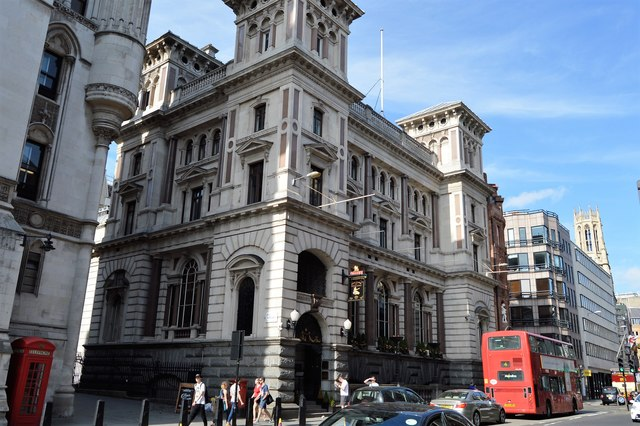
The Old Bank of England, Fleet Street, Londres

Le bâtiment est occupé par la succursale de la Law Court de la Banque d'Angleterre de 1888 à 1975 avant d'être rénové et mis à son usage actuel en 1994 ,. Les voûtes sous le pub contenaient autrefois des lingots d'or, et auraient également détenu les Joyaux de la Couronne pendant une période . Le pub est proche de l'endroit où le fictif Sweeney Todd aurait exercé son métier . 
Le pub est actuellement exploité par la brasserie McMullen. 